# Fabio Pisacane
Fabio Pisacane (Napoli, 28 gennaio 1986) è un allenatore di calcio ed ex calciatore italiano, di ruolo difensore, tecnico del Cagliari.

## Caratteristiche tecniche
Era un calciatore duttile che poteva ricoprire tutti i ruoli della retroguardia, anche se il suo ruolo naturale era quello di centrale difensivo.

## Carriera

### Giocatore

#### Club

##### Gli inizi, Genoa e vari prestiti
Inizia la carriera calcistica a Napoli, entrando a far parte della scuola calcio La Celeste, dove, sul modello del suo idolo Gabriel Omar Batistuta, gioca come centravanti. Passato alla Damiano Promotion, una delle scuole calcio più importanti del Mezzogiorno d'Italia, viene spostato nel ruolo di difensore centrale e terzino destro. Nell'estate del 2000, a Misano Adriatico, disputa la finale del campionato italiano Giovanissimi nazionali contro la favorita Aldini Milano. La Damiano Promotion si aggiudica il titolo anche grazie a un'ottima prestazione di Pisacane, che attira su di sé l'interesse di molti club. Viene poi ingaggiato dal Genoa, secondo un accordo già siglato dalla Damiano con Claudio Onofri.
All'età di 14 anni approda, dunque, nelle file del club ligure, insieme ad altri tre ragazzi napoletani, tra cui Domenico Criscito. Una mattina, al risveglio, si ritrova completamente paralizzato; in ospedale gli viene diagnosticata la sindrome di Guillain-Barré, rara malattia che lo porta da un giorno all'altro a paralisi temporanee, all'abbattimento del tono muscolare e al coma. Dopo tre mesi e mezzo trascorsi in ospedale, venti giorni di coma e una paralisi alle braccia, Pisacane inizia progressivamente a recuperare e si ristabilisce pienamente sul piano fisico. Dopo quattro mesi può, quindi, tornare a giocare con la maglia rossoblù. Compiuta la trafila nel settore giovanile del Grifone, debutta in prima squadra nel corso del campionato di Serie B 2004-2005, precisamente nell'incontro casalingo del 28 maggio 2005 vinto dai rossoblù per 3-1 contro il Catanzaro. Nel 2005 viene girato in prestito al Ravenna, in Serie C1, dove scende in campo 12 volte.
Per la stagione successiva passa alla Cremonese, con cui chiude l'annata con 21 presenze in campionato. Rientrato al Genoa, svolge tutto il ritiro estivo nei ranghi della squadra rossoblù, ma il 31 agosto 2007 viene mandato in prestito ancora in Serie C1, al Lanciano, con cui colleziona 23 presenze.

##### Lumezzane e ritorno in Serie B
Viste le buone prestazioni fornite in Abruzzo, il Chievo lo acquista nell'estate del 2008 in comproprietà con la Lumezzane, squadra in cui rimane nella stagione 2008-2009, nella quale risulta uno dei migliori dell'intero campionato, riuscendo anche a segnare 3 reti su 32 presenze.
Per la stagione seguente si accasa in prestito all'Ancona, in Serie B, ma questa è una stagione sfortunata per Pisacane, a causa di un infortunio al menisco che lo condiziona fisicamente. Il giocatore colleziona 22 presenze e a fine torneo il club marchigiano fallisce, così Pisacane fa ritorno al Lumezzane, con il quale disputa un'altra stagione prima di rimanere svincolato.
Nell'estate del 2011 viene messo sotto contratto dalla Ternana per il campionato di Lega Pro Prima Divisione 2011-2012; in Umbria diventa in breve un punto fermo della squadra e un beniamino dei tifosi, collezionando 33 presenze e 3 reti e risultando uno dei protagonisti della promozione in Serie B della squadra rossoverde, di cui diventa anche capitano.
L'11 luglio 2013 viene ingaggiato dall'Avellino, allenato da Massimo Rastelli. Dopo aver perso all'ultima giornata del suo primo anno in biancoverde l'occasione di giocare i play-off, ci riesce nella seconda stagione, in cui i lupi sono eliminati in semifinale.

##### Cagliari: le stagioni in Serie A
Il 14 luglio 2015, dopo due stagioni in biancoverde, viene ceduto a titolo definitivo al Cagliari, dove ritrova l'allenatore Rastelli, anch'egli appena passato alla squadra sarda. L'esordio in maglia cagliaritana avviene contro il Crotone, in occasione della prima gara di campionato. Al termine della stagione ottiene la promozione in Serie A.
Il 18 settembre 2016 debutta nella massima serie all'età di 30 anni, in occasione della gara Cagliari-Atalanta (3-0); alla fine della partita suscita grande attenzione dai media e dai giornalisti per la sua "favola calcistica". Il 29 dicembre seguente, per via della sua vicenda umana, il quotidiano britannico The Guardian lo premia come «calciatore dell'anno».
Il 28 maggio 2017 segna il suo primo gol in Serie A, quello della vittoria per 2-1 nella partita casalinga contro il Milan; tra l'altro il suo è l'ultimo gol ufficiale segnato dal Cagliari allo stadio Sant'Elia prima della chiusura dell'impianto.
Il 5 dicembre 2018 realizza il suo primo gol in Coppa Italia, che vale il passaggio del Cagliari agli ottavi di finale.
L'esperienza al Cagliari si chiude dopo 5 presenze nel campionato di Serie A 2020-2021.

##### Lecce e ritiro
Il 18 gennaio 2021 viene ingaggiato dal Lecce, con cui firma un contratto di diciotto mesi. Esordisce il 24 gennaio, nella partita casalinga pareggiata per 2-2 contro l'Empoli e colleziona 10 presenze nel campionato di Serie B 2020-2021.
Non rientrando nei piani della società pugliese per la stagione 2021-2022, viene messo fuori rosa. Il 13 settembre 2021 decide di sottoporsi a un intervento chirurgico per ricostruire il legamento crociato anteriore del ginocchio sinistro. Non avendo trovato un accordo con una nuova squadra neanche nella sessione invernale di calciomercato, l'8 febbraio 2022 il club salentino annuncia di aver proceduto alla risoluzione consensuale del contratto con il giocatore. Il difensore rimane svincolato fino alla fine della stagione, al termine della quale si ritira dall'attività agonistica.

#### Nazionale
Nel 2006, Pisacane ha disputato tre partite con la selezione Under-20 della Serie C.

### Allenatore
Nel 2020, ancora in attività da calciatore, partecipa al corso per il patentino UEFA B, che consegue infine nel gennaio 2021.
L'8 giugno 2022, contestualmente all'approdo di Fabio Liverani alla guida del Cagliari, in Serie B, viene comunicato il suo ingresso nello staff del tecnico romano come collaboratore tecnico. Il 26 dicembre dello stesso anno, sostituisce in panchina l’allenatore ad interim Roberto Muzzi, fermato da una colica renale, nella vittoria interna in campionato sul Cosenza.
Il 23 gennaio 2023, viene inserito nell'organigramma del settore giovanile della società rossoblu come collaboratore tecnico, con focus sulla cura della tecnica individuale applicata alla fase difensiva. Il 22 marzo dello stesso anno, a seguito dell'esonero di Michele Filippi, allenatore della formazione Primavera, diventa assistente del subentrato tecnico Matteo Battilana.
Il 13 luglio seguente, viene annunciato come nuovo allenatore della Primavera del Cagliari, firmando un contratto biennale. A inizio ottobre dello stesso anno, ottiene la licenza UEFA A, che lo abilita a guidare tutte le formazioni giovanili, comprese le squadre Primavera, e le prime squadre fino alla Serie C inclusa, nonché al tesseramento come allenatore in seconda in Serie A e in Serie B.
Nel giugno del 2024, rinnova il proprio contratto con il club sardo fino al 30 giugno 2026. Il 9 aprile 2025, vince il suo primo trofeo da allenatore, guidando la Primavera alla vittoria della Coppa Italia di categoria, ottenuta con un successo per 3-0 sul Milan in finale.
L'11 giugno 2025, Pisacane viene promosso a tecnico della prima squadra del Cagliari, con cui firma un contratto annuale, con opzione per un'ulteriore stagione.

## Scandalo calcioscommesse del 2011
Durante il campionato di Serie C1 2010-2011, il 14 aprile 2011, il direttore sportivo del Ravenna Giorgio Buffone tenta una combine offrendo a Pisacane 50 000 euro per ottenere la vittoria del Ravenna nella successiva partita contro il Lumezzane. Il calciatore, però, rifiuta e denuncia il fatto. Buffone, arrestato nella prima tranche dell'inchiesta Last Bet, viene inibito per cinque anni e precluso alla permanenza in qualsiasi rango o categoria della FIGC. A seguito della sua denuncia, il nome di Pisacane – insieme a quello del collega Simone Farina che fu autore dello stesso gesto – è balzato improvvisamente alla ribalta.
Nonostante egli abbia dichiarato di non sentirsi un eroe, la città di Terni il 20 gennaio 2012 gli ha consegnato il "Thyrus d'oro" come riconoscimento alla sua lealtà sportiva. Inoltre la FIFA, per mano del presidente Joseph Blatter, gli ha conferito la nomina di ambasciatore. Infine il CT Cesare Prandelli ha deciso di invitarlo – assieme a Farina – al raduno della nazionale in vista del campionato d'Europa 2012.

## Statistiche

### Statistiche da calciatore

#### Presenze e reti nei club
| Stagione         | Squadra          | Campionato       | Campionato | Campionato | Coppe nazionali | Coppe nazionali | Coppe nazionali | Coppe continentali | Coppe continentali | Coppe continentali | Altre coppe | Altre coppe | Altre coppe | Totale | Totale |
| Stagione         | Squadra          | Comp             | Pres       | Reti       | Comp            | Pres            | Reti            | Comp               | Pres               | Reti               | Comp        | Pres        | Reti        | Pres   | Reti   |
| ---------------- | ---------------- | ---------------- | ---------- | ---------- | --------------- | --------------- | --------------- | ------------------ | ------------------ | ------------------ | ----------- | ----------- | ----------- | ------ | ------ |
| 2004-2005        | Genoa            | B                | 1          | 0          | CI              | -               | -               | -                  | -                  | -                  | -           | -           | -           | 1      | 0      |
| 2005-2006        | Ravenna          | C1               | 12         | 0          | CI+CI-C         | ?+?             | ?+?             | -                  | -                  | -                  | -           | -           | -           | 12     | 0      |
| 2006-2007        | Cremonese        | C1               | 21         | 0          | CI+CI-C         | 2+?             | 0+?             | -                  | -                  | -                  | -           | -           | -           | 23     | 0      |
| 2007-2008        | Lanciano         | C1               | 23         | 0          | CI-C            | ?               | ?               | -                  | -                  | -                  | -           | -           | -           | 23     | 0      |
| 2008-2009        | Lumezzane        | 1D               | 32         | 2          | CI+CI-C         | 1+0             | 0               | -                  | -                  | -                  | -           | -           | -           | 33     | 2      |
| 2009-2010        | Ancona           | B                | 22         | 0          | CI              | 1               | 0               | -                  | -                  | -                  | -           | -           | -           | 23     | 0      |
| 2010-2011        | Lumezzane        | 1D               | 29         | 3          | CI+CI-C         | 0+1             | 0               | -                  | -                  | -                  | -           | -           | -           | 30     | 3      |
| Totale Lumezzane | Totale Lumezzane | Totale Lumezzane | 61         | 5          |                 | 2               | 0               |                    | -                  | -                  |             | -           | -           | 63     | 5      |
| 2011-2012        | Ternana          | 1D               | 32         | 3          | CI-C            | 3               | 0               | -                  | -                  | -                  | SL-1D       | 0           | 0           | 35     | 3      |
| 2012-2013        | Ternana          | B                | 7          | 0          | CI              | 2               | 0               | -                  | -                  | -                  | -           | -           | -           | 9      | 0      |
| Totale Ternana   | Totale Ternana   | Totale Ternana   | 39         | 3          |                 | 5               | 0               |                    | -                  | -                  |             | 0           | 0           | 44     | 3      |
| 2013-2014        | Avellino         | B                | 39         | 0          | CI              | 3               | 0               | -                  | -                  | -                  | -           | -           | -           | 42     | 0      |
| 2014-2015        | Avellino         | B                | 39+2       | 1          | CI              | 3               | 0               | -                  | -                  | -                  | -           | -           | -           | 44     | 1      |
| Totale Avellino  | Totale Avellino  | Totale Avellino  | 78+2       | 1          |                 | 6               | 0               |                    | -                  | -                  |             | -           | -           | 86     | 1      |
| 2015-2016        | Cagliari         | B                | 30         | 1          | CI              | 1               | 0               | -                  | -                  | -                  | -           | -           | -           | 31     | 1      |
| 2016-2017        | Cagliari         | A                | 29         | 1          | CI              | 0               | 0               | -                  | -                  | -                  | -           | -           | -           | 29     | 1      |
| 2017-2018        | Cagliari         | A                | 24         | 0          | CI              | 2               | 0               | -                  | -                  | -                  | -           | -           | -           | 26     | 0      |
| 2018-2019        | Cagliari         | A                | 27         | 1          | CI              | 1               | 1               | -                  | -                  | -                  | -           | -           | -           | 28     | 2      |
| 2019-2020        | Cagliari         | A                | 30         | 1          | CI              | 1               | 0               | -                  | -                  | -                  | -           | -           | -           | 31     | 1      |
| 2020-gen. 2021   | Cagliari         | A                | 5          | 0          | CI              | 2               | 0               | -                  | -                  | -                  | -           | -           | -           | 7      | 0      |
| Totale Cagliari  | Totale Cagliari  | Totale Cagliari  | 145        | 4          |                 | 7               | 1               |                    | -                  | -                  |             | -           | -           | 152    | 5      |
| gen.-giu. 2021   | Lecce            | B                | 10         | 0          | CI              | 0               | 0               | -                  | -                  | -                  | -           | -           | -           | 10     | 0      |
| 2021-feb. 2022   | Lecce            | B                | 0          | 0          | CI              | 0               | 0               | -                  | -                  | -                  | -           | -           | -           | -      | -      |
| Totale carriera  | Totale carriera  | Totale carriera  | 412        | 13         |                 | 23              | 1               |                    | -                  | -                  |             | -           | -           | 435    | 14     |

### Statistiche da allenatore
Statistiche aggiornate al 1º luglio 2025.
| Stagione        | Squadra         | Campionato      | Campionato | Campionato | Campionato | Campionato | Coppe nazionali | Coppe nazionali | Coppe nazionali | Coppe nazionali | Coppe nazionali | Coppe continentali | Coppe continentali | Coppe continentali | Coppe continentali | Coppe continentali | Altre coppe | Altre coppe | Altre coppe | Altre coppe | Altre coppe | Totale | Totale | Totale | Totale | % Vittorie | Piazzamento |
| Stagione        | Squadra         | Comp            | G          | V          | N          | P          | Comp            | G               | V               | N               | P               | Comp               | G                  | V                  | N                  | P                  | Comp        | G           | V           | N           | P           | G      | V      | N      | P      | %          | Piazzamento |
| --------------- | --------------- | --------------- | ---------- | ---------- | ---------- | ---------- | --------------- | --------------- | --------------- | --------------- | --------------- | ------------------ | ------------------ | ------------------ | ------------------ | ------------------ | ----------- | ----------- | ----------- | ----------- | ----------- | ------ | ------ | ------ | ------ | ---------- | ----------- |
| 2025-2026       | Cagliari        | A               | 0          | 0          | 0          | 0          | CI              | 1               | 0               | 1               | 0               | -                  | -                  | -                  | -                  | -                  | -           | -           | -           | -           | -           | 1      | 0      | 1      | 0      | &0,00      | in corso    |
| Totale carriera | Totale carriera | Totale carriera | 0          | 0          | 0          | 0          |                 | 1               | 0               | 1               | 0               |                    | -                  | -                  | -                  | -                  |             | -           | -           | -           | -           | 1      | 0      | 1      | 0      | 0,00       |             |

## Palmarès

### Giocatore

#### Club

##### Competizioni nazionali
- Lega Pro Prima Divisione: 1

Ternana: 2011-2012 (girone A)
- Campionato italiano di Serie B: 1

Cagliari: 2015-2016

#### Individuali
- The Guardian Footballer of the Year: 1

2016

### Allenatore

#### Club

##### Competizioni giovanili
- Coppa Italia Primavera: 1

Cagliari: 2024-2025